# Abdul Rahman al-Helaissi
Abdul Rahman al-Helaissi arabisch عبد الرحمن صالح الحليسي, DMG ʿAbdu r-Raḥmān Ṣāliḥ al-Ḥilaisī; (1966), (* 24. Juli 1922 in Buraida, Provinz Qasim) ist ein ehemaliger saudi-arabischer Diplomat.
Al-Helaissi ist verheiratet und hat zwei Töchter und zwei Söhne. Von 1947 bis 1954 war er Botschaftssekretär zweiter Klasse und zeitweise Geschäftsträger in London. 1954 war er Staatssekretär im Landwirtschaftsministerium. Er war Botschafter Khartum im Sudan und 1961 in Rom, Italien bei der Ernährungs- und Landwirtschaftsorganisation. Von September 1961 bis 1964 war er Botschafter in Wien. Vom 13. Juli 1966 bis 1976 war er Ambassador to the Court of St James’s. Er veröffentlichte das Buch The Rehabilitation of the Beouin.